# POLYTEDA CLOUD
POLYTEDA CLOUD (укр. Політеда Клауд) — українська компанія, створена в 2015 році в Києві, яка спеціалізується на розробці програмного забезпечення для фізичної верифікації інтегральних мікросхем. У грудні 2016 року, Політеда Клауд стала першою українською компанією-переможцем у другій фазі  рамкової програми Європейського Союзу Горизонт 2020 Інструмент для Малого та Середнього Бізнесу (фінансування на дворічний проєкт розвитку інноваційного бізнесу PVCLOUD).
Втілення  PVCLOUD дає можливість збільшити конкурентоспроможність європейської індустрії мікроелектроніки, а для POLYTEDA CLOUD — адаптувати продукт та вийти на європейський ринок з інноваційною бізнес-моделлю. 
POLYTEDA CLOUD виграла конкуренцію у 259 компаній з усієї Європи, котрі пропонували свої інноваційні проєкти.
POLYTEDA CLOUD розвиває кращий в світі нішевий продукт PowerDRC/LVS, котрий має найвищу в галузі точність та швидкість фізичної верифікації інтегральних мікросхем, що є найбільш критичним етапом від проектування дизайну до початку виробництва на фабриці. POLYTEDA CLOUD є першою компанією, котра запропонувала інноваційну бізнесову модель для традиційної індустрії мікроелектроніки.  
Наприкінці 2020 року компанія успішно пройшла due diligence, а у січні 2021 року Silvaco Inc. [Архівовано 12 лютого 2021 у Wayback Machine.] (Санта-Клара, США) оголосила про завершення операції з придбання компанії POLYTEDA CLOUD.
Як було зазначено в прес-релізі, завдяки всесвітній присутності Silvaco, тепер конкурентоспроможний програмний продукт, розроблений в Україні, буде доступний розробникам інтегральних мікросхем у всьому світі.

## Визнання
Компанію привітав прем'єр-міністр України Володимир Гройсман, який закликав українських розробників і представників малого та середнього бізнесу «активніше використовувати» Горизонт 2020.
У 2018 році POLYTEDA CLOUD  сертифікувала свій хмарний продукт PVCLOUD на найбільших напівпровідникових фабриках Європи - TowerJazz та X-FAB, що входять до ТОП 10 світових гравців цього ринку.